# Вбивця Розмарі
Вбивця Розмарі — трилер 1981 року.

## Сюжет
У 1945 році, після закінчення другої світової війни, на батьківщину повертаються ветерани, але одного з них віроломно покинула його дівчина, коли той був на фронті, про що вона навіть не побоялася написати йому в листі. У тихому американському містечку проходить випускний бал, але для цієї дівчини та її нового хлопця він стає останнім, бо незнайомець в армійському обмундируванні насаджує закохану парочку на вила, після чого романтично кладе в остигаючу руку дівчини червону троянду. Минуло 35 років, протягом яких у пам'ять про ті жахливі події в містечку випускні бали не проводилися. Але цього року муніципалітет вирішив порушити цю традицію і порадувати випускників школи першим за 35 років випускним балом. Проте зроблено це було необачно, бо старий вбивця-маніяк у своїй військовій формі і не думав йти з міста, і в цю ніч він знову вийде вбивати.